# Europese kampioenschappen indooratletiek 2025 – 60 meter vrouwen
De 60 meter voor vrouwen op de Europese indoorkampioenschappen van 2025 vond plaats op 9 maart 2025 en werd gehouden op de shorttrackbaan van Omnisport in Apeldoorn in Nederland. Het was de zesendertigste keer dat dit onderdeel op het programma stond.
De Italiaanse Zaynab Dosso won de 60 meter voor vrouwen in een nieuw nationaal record en wereldleiding van 7,01 s dat een honderdste verwijderd was van het kampioenschapsrecord dat op naam staat van de Nederlandse Nelli Cooman en Zwitserse Mujinga Kambundji. Kambundji won zelf de zilveren plak in 7,02 s. Het brons ging naar de Luxemburgse Patrizia Van der Weken in 7,06 s.

## Records
Voorafgaand aan het toernooi waren dit het Wereldrecord, Europees record, Kampioenschapsrecord en de Wereld-, Europese leiding.
| Wereldrecord         | Irina Privalova   | 6,92 s | Madrid       | 11 februari 1993 |
| Europees record      | Irina Privalova   | 6,92 s | Madrid       | 9 februari 1995  |
| Kampioenschapsrecord | Nelli Cooman      | 7,00 s | Madrid       | 23 februari 1986 |
| Kampioenschapsrecord | Mujinga Kambundji | 7,00 s | Istanbul     | 3 maart 2023     |
| WL                   | Jacious Sears     | 7,02 s | New York     | 8 februari 2025  |
| EL                   | Mujinga Kambundji | 7,03 s | Sankt Gallen | 22 februari 2025 |

## Resultaten[2]

### Series
De eerste vier van elke serie kwalificeerden zich direct voor de halve finales. Van de overgebleven atleten kwalificeerden de vier tijdsnelsten zich ook voor de halve finales.

#### Serie 1
| Rang | Atleet                 | Land                | Tijd (s)  | Bijz. |
| ---- | ---------------------- | ------------------- | --------- | ----- |
| 1    | Patrizia Van der Weken | Luxemburg           | 7,11      | Q     |
| 2    | Bianca Williams        | Verenigd Koninkrijk | 7,20(197) | Q     |
| 3    | Sophia Junk            | Duitsland           | 7,20(199) | Q, PB |
| 4    | Minke Bisschops        | Nederland           | 7,24      | Q     |
| 5    | Emma Van Camp          | Zwitserland         | 7,25      | q     |
| 6    | Maja Mihalinec Zidar   | Slovenië            | 7,27      | SB    |
| 7    | Dimitra Tsoukala       | Griekenland         | 7,39      |       |
| 8    | Milana Tirnanić        | Servië              | 7,41      |       |

#### Serie 2
| Rang | Atleet                | Land        | Tijd (s) | Bijz. |
| ---- | --------------------- | ----------- | -------- | ----- |
| 1    | Mujinga Kambundji     | Zwitserland | 7,19     | Q     |
| 2    | Lorène Dorcas Bazolo  | Portugal    | 7,22     | Q     |
| 3    | Lisa Mayer            | Duitsland   | 7,24     | Q     |
| 4    | Gloria Hooper         | Italië      | 7,25     | Q, PB |
| 5    | Delphine Nkansa       | België      | 7,28     |       |
| 6    | Aleksandra Piotrowska | Polen       | 7,30     | =SB   |
| 7    | Isabel van den Berg   | Nederland   | 7,32     |       |
| 8    | Lika Kharchilava      | Georgië     | 7,76     | PB    |

#### Serie 3
| Rang | Atleet                | Land                | Tijd (s) | Bijz. |
| ---- | --------------------- | ------------------- | -------- | ----- |
| 1    | Boglárka Takács       | Hongarije           | 7,15     | Q, NR |
| 2    | Maria Isabel Pérez    | Spanje              | 7,17     | Q     |
| 3    | Joy Eze               | Verenigd Koninkrijk | 7,20     | Q     |
| 4    | Viktória Forster      | Slovenië            | 7,27     | Q, SB |
| 5    | Alexandra Burghardt   | Duitsland           | 7,31     |       |
| 6    | Marije Van Hunenstijn | Nederland           | 7,33     | SB    |
| 7    | Olivia Fotopoulou     | Cyprus              | 7,36     |       |
| 8    | Diana Honcharenko     | Oekraïne            | 7,48     |       |

#### Serie 4
| Rang | Atleet                 | Land                | Tijd (s) | Bijz.    |
| ---- | ---------------------- | ------------------- | -------- | -------- |
| 1    | Zaynab Dosso           | Italië              | 7,06     | Q        |
| 2    | Karolína Maňasová      | Tsjechië            | 7,14     | Q, EU23R |
| 3    | Carolle Zahi           | Frankrijk           | 7,15     | Q, SB    |
| 4    | Amy Hunt               | Verenigd Koninkrijk | 7,17     | Q, PB    |
| 5    | Polyniki Emmanouilidou | Griekenland         | 7,18     | q, PB    |
| 6    | Maria Mihalache        | Roemenië            | 7,26     | q, PB    |
| 7    | Ann Marii Kivikas      | Estland             | 7,29     | PB       |
| 8    | Thea Parnis Coleiro    | Malta               | 7,61     | PB       |

#### Serie 5
| Rang | Atleet                         | Land        | Tijd (s) | Bijz. |
| ---- | ------------------------------ | ----------- | -------- | ----- |
| 1    | Ewa Swoboda                    | Polen       | 7,14     | Q     |
| 2    | Rani Rosius                    | België      | 7,16     | Q, SB |
| 3    | Géraldine Frey                 | Zwitserland | 7,19     | Q     |
| 4    | Jaël Bestué                    | Spanje      | 7,25     | Q     |
| 5    | Julia Henriksson               | Zweden      | 7,27     | q, SB |
| 6    | Arianna De Masi                | Italië      | 7,31     |       |
| 7    | Magdalena Lindner              | Oostenrijk  | 7,33     | SB    |
| 8    | Rafailia Spanoudaki-Chatziriga | Griekenland | 7,41     |       |

### Halve finales
De eerste twee van elke halve finale kwalificeerden zich direct voor de finale. Van de overgebleven atleten kwalificeerden de twee tijdsnelsten zich ook voor de finale.

#### Halve finale 1
| Rang | Atleet                 | Land                | Tijd (s) | Bijz. |
| ---- | ---------------------- | ------------------- | -------- | ----- |
| 1    | Mujinga Kambundji      | Zwitserland         | 7,04     | Q     |
| 2    | Patrizia Van der Weken | Luxemburg           | 7,06     | Q, NR |
| 3    | Amy Hunt               | Verenigd Koninkrijk | 7,09     | q, PB |
| 4    | Maria Isabel Pérez     | Spanje              | 7,17     |       |
| 5    | Carolle Zahi           | Frankrijk           | 7,19     |       |
| 6    | Sophia Junk            | Duitsland           | 7,21     |       |
| 7    | Maria Mihalache        | Roemenië            | 7,26     | =PB   |
| 8    | Viktória Forster       | Slovenië            | 7,28     |       |

#### Halve finale 2
| Rang | Atleet            | Land                | Tijd (s) | Bijz.        |
| ---- | ----------------- | ------------------- | -------- | ------------ |
| 1    | Zaynab Dosso      | Italië              | 7,03     | Q, EL        |
| 2    | Rani Rosius       | België              | 7,08     | Q, NR        |
| 3    | Karolína Maňasová | Tsjechië            | 7,10     | q, EU23R, NR |
| 4    | Géraldine Frey    | Zwitserland         | 7,13     | SB           |
| 5    | Minke Bisschops   | Nederland           | 7,17     | PB           |
| 6    | Jaël Bestué       | Spanje              | 7,22     |              |
| 7    | Joy Eze           | Verenigd Koninkrijk | 7,25     |              |
| 8    | Julia Henriksson  | Zweden              | 7,26     | SB           |

#### Halve finale 3
| Rang | Atleet                 | Land                | Tijd | Bijz. |
| ---- | ---------------------- | ------------------- | ---- | ----- |
| 1    | Boglárka Takács        | Hongarije           | 7,09 | Q, NR |
| 2    | Ewa Swoboda            | Polen               | 7,12 | Q     |
| 3    | Bianca Williams        | Verenigd Koninkrijk | 7,17 |       |
| 4    | Lorène Dorcas Bazolo   | Portugal            | 7,21 |       |
| 5    | Polyniki Emmanouilidou | Griekenland         | 7,22 |       |
| 6    | Emma Van Camp          | Zwitserland         | 7,24 |       |
| 7    | Gloria Hooper          | Italië              | 7,28 |       |
| 8    | Lisa Mayer             | Duitsland           | 7,49 |       |

### Finale
| Rang   | Atleet                 | Land                | Tijd (s)  | Bijz.  |
| ------ | ---------------------- | ------------------- | --------- | ------ |
| Goud   | Zaynab Dosso           | Italië              | 7,01      | WL, NR |
| Zilver | Mujinga Kambundji      | Zwitserland         | 7,02      | SB     |
| Brons  | Patrizia Van der Weken | Luxemburg           | 7,06      | NR     |
| 4      | Ewa Swoboda            | Polen               | 7,07      | SB     |
| 5      | Rani Rosius            | België              | 7,10(091) |        |
| 6      | Amy Hunt               | Verenigd Koninkrijk | 7,10(100) |        |
| 7      | Boglárka Takács        | Hongarije           | 7,12      |        |
| 8      | Karolína Maňasová      | Tsjechië            | 7,14      |        |